# Piotr Gruszka
Piotr Gruszka (Oświęcim, 8 de marzo de 1977) es un jugador profesional de voleibol polaco, juego de posición receptor/atacante y opuesto. Desde la temporada 2019/2020, el es un entrenador Asseco Resovia Rzeszów

## Palmarés

### Clubes
Campeonato de Polonia:
- 1995, 1997, 1999, 2005, 2007, 2008
- 1996, 2006

Copa de Polonia:
- 1998, 2005, 2007

Campeonato de Francia:
- 2004

Liga de Campeones:
- 2008

Copa de Turquía:
- 2009

Challenge Cup:
- 2009

Campeonato de Turquía:
- 2009

### Selección nacional
Campeonato Europeo Sub-21:
- 1996

Campeonato Mundial Sub-21:
- 1997

Campeonato Mundial:
- 2006

Campeonato Europeo:
- 2009[2]
- 2011

Liga Mundial:
- 2011

## Premios individuales
- 2003: Mejor rematador Campeonato Europeo
- 2004: Mejor rematador Liga Mundial
- 2009: MVP Campeonato Europeo[3]